# Corigliano-Rossano
Corigliano-Rossano è un comune italiano di 73 960 abitanti della provincia di Cosenza in Calabria. È stato istituito il 31 marzo 2018, dalla fusione dei comuni di Corigliano Calabro e Rossano. È il comune più esteso della regione e il terzo per popolazione.

## Geografia fisica
Corigliano-Rossano si estende su una superficie di 346,56 km² ed è compreso tra -3 e 1188 metri s.l.m. L'escursione altimetrica complessiva è pari a 1191 metri. È posto nella fascia orientale della piana di Sibari tra la Sila e la costa ionica.
Il territorio comprende terreni di diversa origine geologica, con caratteristiche differenti (rocce, argille, sabbie), alle quali corrispondono diversi tipi di flora. Dal punto di vista paesaggistico dominano le culture arboree (oliveti, agrumeti e frutteti). In zone prossime alla costa sono inoltre presenti pinete. Esistono nel territorio due alberi di quercia monumentali (una farnia e una Quercus virgiliana).

## Storia
Il comune di Corigliano-Rossano è stato istituito il 31 marzo 2018 dopo il referendum consultivo del 22 ottobre 2017, nel quale si erano espressi per la fusione dei comuni il 61,4% dei votanti di Corigliano Calabro e il 94,1% di quelli di Rossano. 
Le prime elezioni amministrative, tenute a giugno 2019 dopo un periodo di commissariamento, hanno eletto sindaco di Corigliano-Rossano Flavio Stasi.

### Onorificenze
A entrambi i comuni soppressi di Corigliano e Rossano era stato concesso il titolo di città, rispettivamente il 2 settembre 1997 e il 14 ottobre 1998.

## Monumenti e luoghi d'interesse

### Architetture religiose
- Santuario-Chiesa Patronale San Francesco di Paola
- Romitorio di San Francischiello
- Chiesa del Carmine
- Chiesa Matrice di Santa Maria Maggiore
- Chiesa Collegiata dei Santi Pietro e Paolo
- Chiesa Sant'Antonio
- Chiesa Santa Chiara
- Chiesa Sant'Anna
- Chiesa della Riforma
- Chiesa di San Giovanni di Dio
- Chiesa di Ognissanti
- Chiesa di San Domenico
- Chiesetta dell'Addolorata
- Chiesetta di San Luca
- Cappella del Calvario
- Cappella Abenante
- Cappella della Santa Croce
- Chiesa della Iacina
- Santuario di Maria Santissima della Schiavonea
- Chiesa San Mauro
- Chiesa di Santa Maria delle Grazie
- Chiesetta di Josaphat
- Chiesetta di Santa Lucia
- Chiesa di San Francesco al Monte
- Abbazia di Maria Santissima del Patire
- Cattedrale Della Madonna Achiropita
- Oratorio bizantino di San Marco
- Chiesetta bizantina della Panaghia
- Cappella della Madonna del Pilerio
- Cappella della Madonna della Schiavonea
- Cappella di Sant'Anna
- Chiesa di San bernardino
- Chiesa di San Domenico
- Chiesa di San Nilo
- Chiesa di San Giacomo
- Chiesa di San Martino
- Chiesetta di San Giovanni di Dio
- Chiesetta di San Michele Arcangelo
- Chiesa di San Biagio
- Chiesa di San Pietro
- Cappella di San Gulielmo
- Cappella dell'Addolorata
- Chiesa di Santa Maria delle Grazie
- Chiesa di Santa Maria di Costantinopoli
- Cappella della Santa Croce
- Chiesa del Sacro Cuore
- Chiesetta di Maria Stella del Mare

### Architetture civili
- Arco di San Gennaro
- Palazzo san Bernardino
- Torre dell'Orologio
- Palazzo De Rosis
- Porta Dell'Acqua
- Teatro Paolella
- Teatro Vincenzo Valente
- Palazzo delle Fiere
- Palazzo Bianchi - Carusi
- Palazzo Garopoli

### Architetture militari
- Castello Ducale
- Castello San Mauro
- Torre del Cupo
- Torre di Ferro
- Torre di Palombella
- Torre Sant' Angelo

### Aree naturali
- Grotte Eremitiche
- Riserva dí Trentacoste (Parco Naz. Sila)
- Riserva Cozzo del Pesco
- Riserva Foce del Crati

## Società

### Evoluzione demografica
Abitanti censiti

### Etnie e minoranze straniere
Al 31 dicembre 2023 la popolazione straniera era di 6.746 persone, pari al 9,11% della popolazione.

### Tradizioni e folclore
I festeggiamenti di San Marco (a Rossano) e San Francesco di Paola (a Corigliano), si svolgono il 24 e 25 aprile, nella ricorrenza del terremoto di Rossano del 1836.

## Cultura

### Biblioteche
- Biblioteca Francesco Pometti

### Musei
- Museo del Castello di Corigliano
- Museo diocesano e del Codex
- Museo della liquirizia Giorgio Amarelli

## Infrastrutture e trasporti
- Strada statale 106 Jonica
- Stazione di Corigliano Calabro
- Stazione di Rossano
- Stazione di Toscano
- Porto di Corigliano Calabro
- Stazione di Thurio

## Amministrazione
| Periodo       | Periodo       | Primo cittadino  | Partito      | Carica                  | Note |
| ------------- | ------------- | ---------------- | ------------ | ----------------------- | ---- |
| 2 aprile 2018 | 8 giugno 2019 | Domenico Bagnato | -            | Commissario prefettizio |      |
| 9 giugno 2019 | in carica     | Flavio Stasi     | Europa Verde | Sindaco                 |      |

## Sport
- A.S.D. Rossano Scalo - Militante nel campionato di Seconda Categoria, i cui colori sociali sono l'arancione e il nero
- A.S.D. Olympic Rossanese 1909 (calcio)
- A.S.D. Corigliano (calcio)
- Nuova Fabrizio Calcio a 5 (calcio a 5)
- Sporting Club Corigliano (calcio, calcio a 5 e pallavolo)
- A.S.D. Virtus Corigliano 2021 (calcio)
- Pallavolo Rossano A.S.D. (pallavolo)
- Corigliano Volley (pallavolo)
- A.S.D. Atletico Corigliano (calcio)
- Pallavolo Murialdo (pallavolo)
- Basket Murialdo (basket)
- A.S.D. Corigliano Bike (ciclismo)
- A.S.D. Leoni Bizantini (ciclismo)
- A.S.D. ROSSANESE (ECCELLENZA GIRONE A)